# Christo Christov (réalisateur)
Ne doit pas être confondu avec Christo Christov (musicien) ou Christo Christov (acteur).
Pour les articles homonymes, voir Christov.
Christo Christov  (en bulgare : Христо Христов), né le 11 avril 1926 à Plovdiv (Bulgarie) et mort le 16 avril 2007 à Sofia (Bulgarie), est un réalisateur et scénariste bulgare.
Il a réalisé 19 films entre 1969 et 1997.

## Biographie
En 1973, Christo Christov est membre du jury du 8e Festival international du film de Moscou.
Son film Cyklopat  1976 est présenté au 27e Festival international du film de Berlin. Son film The Barrier (1979) remporte le prix d'argent au 11e Festival international du film de Moscou. En 1981, son film The Truck est présenté au 31e Festival international du film de Berlin. Son film Reference (1985) est présenté au 14e Festival international du film de Moscou.

### Postérité
Ses archives sont conservées par l'Institut international d'histoire sociale.

## Filmographie partielle

### Au cinéma
- 1969 : L'Iconostase (Ikonostassat) coréalisé avec Todor Dinov
- 1972 : L'Enclume ou le marteau (Nakovalnya ili chuk)
- 1974 : Le Dernier Été (Posledno Liato)
- 1974 : Un arbre sans racine (Darvo bez koren )
- 1976 : Contre le vent (Sreshtu vyatara)
- 1977 : Cyklopat
- 1979 : La Barrière (Barierata)
- 1981 : Kamionat
- 1982 : Une femme de trente-trois ans (Edna zhena na trideset i tri)
- 1984 : Question de temps (Sabesednik po zhelanie)
- 1985 : Reference (Kharakteristika)
- 1989 : Test '88
- 1996 : Sulamit

## Récompenses et distinctions
- (en) Christo Christov: Awards, sur l'Internet Movie Database